# Unicodeblock Vedische Erweiterungen
Der Unicodeblock Vedische Erweiterungen (engl. Vedic Extensions, U+1CD0 bis U+1CFF) enthält eine Ansammlung verschiedener Tonzeichen, die für die Veden verwendet werden.

## Liste
| Unicodenummer | Zeichen (400 %) | Kategorie                               | Bidirektionale Klasse       | Offizielle Bezeichnung                                      | Beschreibung                                                                         |
| ------------- | --------------- | --------------------------------------- | --------------------------- | ----------------------------------------------------------- | ------------------------------------------------------------------------------------ |
| U+1CD0 (7376) | ᳐                | Markierung ohne Extrabreite             | Markierung ohne Extrabreite | VEDIC TONE KARSHANA                                         | Vedisches Tonzeichen Karshana                                                        |
| U+1CD1 (7377) | ᳑                | Markierung ohne Extrabreite             | Markierung ohne Extrabreite | VEDIC TONE SHARA                                            | Vedisches Tonzeichen Shara                                                           |
| U+1CD2 (7378) | ᳒                | Markierung ohne Extrabreite             | Markierung ohne Extrabreite | VEDIC TONE PRENKHA                                          | Vedisches Tonzeichen Prenkha                                                         |
| U+1CD3 (7379) | ᳓               | andere Interpunktion                    | links nach rechts           | VEDIC SIGN NIHSHVASA                                        | Vedisches Zeichen Nihshvasa                                                          |
| U+1CD4 (7380) | ᳔                | Markierung ohne Extrabreite             | Markierung ohne Extrabreite | VEDIC SIGN YAJURVEDIC MIDLINE SVARITA                       | Vedisches Zeichen mittleres Svarita (Yajurveda)                                      |
| U+1CD5 (7381) | ᳕                | Markierung ohne Extrabreite             | Markierung ohne Extrabreite | VEDIC TONE YAJURVEDIC AGGRAVATED INDEPENDENT SVARITA        | Vedisches Tonzeichen belastetes unabhängiges Svarita (Yajurveda)                     |
| U+1CD6 (7382) | ᳖                | Markierung ohne Extrabreite             | Markierung ohne Extrabreite | VEDIC TONE YAJURVEDIC INDEPENDENT SVARITA                   | Vedisches Tonzeichen unabhängiges Svarita (Yajurveda)                                |
| U+1CD7 (7383) | ᳗                | Markierung ohne Extrabreite             | Markierung ohne Extrabreite | VEDIC TONE YAJURVEDIC KATHAKA INDEPENDENT SVARITA           | Vedisches Tonzeichen unabhängiges Svarita (Yajurveda; Kathaka)                       |
| U+1CD8 (7384) | ᳘                | Markierung ohne Extrabreite             | Markierung ohne Extrabreite | VEDIC TONE CANDRA BELOW                                     | Vedisches Tonzeichen untergesetztes Candra                                           |
| U+1CD9 (7385) | ᳙                | Markierung ohne Extrabreite             | Markierung ohne Extrabreite | VEDIC TONE YAJURVEDIC KATHAKA INDEPENDENT SVARITA SCHROEDER | Vedisches Tonzeichen unabhängiges Svarita (Yajurveda; Schröders Edition der Kathaka) |
| U+1CDA (7386) | ᳚                | Markierung ohne Extrabreite             | Markierung ohne Extrabreite | VEDIC TONE DOUBLE SVARITA                                   | Vedisches Tonzeichen doppeltes Svarita                                               |
| U+1CDB (7387) | ᳛                | Markierung ohne Extrabreite             | Markierung ohne Extrabreite | VEDIC TONE TRIPLE SVARITA                                   | Vedisches Tonzeichen dreifaches Svarita                                              |
| U+1CDC (7388) | ᳜                | Markierung ohne Extrabreite             | Markierung ohne Extrabreite | VEDIC TONE KATHAKA ANUDATTA                                 | Vedisches Tonzeichen Anudatta (Kathaka)                                              |
| U+1CDD (7389) | ᳝                | Markierung ohne Extrabreite             | Markierung ohne Extrabreite | VEDIC TONE DOT BELOW                                        | Vedisches Tonzeichen untergesetzter Punkt                                            |
| U+1CDE (7390) | ᳞                | Markierung ohne Extrabreite             | Markierung ohne Extrabreite | VEDIC TONE TWO DOTS BELOW                                   | Vedisches Tonzeichen zwei untergesetzte Punkte                                       |
| U+1CDF (7391) | ᳟                | Markierung ohne Extrabreite             | Markierung ohne Extrabreite | VEDIC TONE THREE DOTS BELOW                                 | Vedisches Tonzeichen drei untergesetzte Punkte                                       |
| U+1CE0 (7392) | ᳠                | Markierung ohne Extrabreite             | Markierung ohne Extrabreite | VEDIC TONE RIGVEDIC KASHMIRI INDEPENDENT SVARITA            | Vedisches Tonzeichen unabhängiges Svarita (Rigveda; Kashmiri)                        |
| U+1CE1 (7393) | ᳡                | Markierung mit Extrabreite              | links nach rechts           | VEDIC TONE ATHARVAVEDIC INDEPENDENT SVARITA                 | Vedisches Tonzeichen unabhängiges Svarita (Atharvaveda)                              |
| U+1CE2 (7394) | ᳢                | Markierung ohne Extrabreite             | Markierung ohne Extrabreite | VEDIC SIGN VISARGA SVARITA                                  | Vedisches Zeichen Visarga Svarita                                                    |
| U+1CE3 (7395) | ᳣                | Markierung ohne Extrabreite             | Markierung ohne Extrabreite | VEDIC SIGN VISARGA UDATTA                                   | Vedisches Zeichen Visarga Udatta                                                     |
| U+1CE4 (7396) | ᳤                | Markierung ohne Extrabreite             | Markierung ohne Extrabreite | VEDIC SIGN REVERSED VISARGA UDATTA                          | Vedisches Zeichen gespiegeltes Visarga Udatta                                        |
| U+1CE5 (7397) | ᳥                | Markierung ohne Extrabreite             | Markierung ohne Extrabreite | VEDIC SIGN VISARGA ANUDATTA                                 | Vedisches Zeichen Visarga Anudatta                                                   |
| U+1CE6 (7398) | ᳦                | Markierung ohne Extrabreite             | Markierung ohne Extrabreite | VEDIC SIGN REVERSED VISARGA ANUDATTA                        | Vedisches Zeichen gespiegeltes Visarga Anudatta                                      |
| U+1CE7 (7399) | ᳧                | Markierung ohne Extrabreite             | Markierung ohne Extrabreite | VEDIC SIGN VISARGA UDATTA WITH TAIL                         | Vedisches Zeichen Visarga Udatta mit Schwanz                                         |
| U+1CE8 (7400) | ᳨                | Markierung ohne Extrabreite             | Markierung ohne Extrabreite | VEDIC SIGN VISARGA ANUDATTA WITH TAIL                       | Vedisches Zeichen Visarga Anudatta mit Schwanz                                       |
| U+1CE9 (7401) | ᳩ               | anderer Buchstabe, Silbe oder Ideogramm | links nach rechts           | VEDIC SIGN ANUSVARA ANTARGOMUKHA                            | Vedisches Zeichen Antargomukha                                                       |
| U+1CEA (7402) | ᳪ               | anderer Buchstabe, Silbe oder Ideogramm | links nach rechts           | VEDIC SIGN ANUSVARA BAHIRGOMUKHA                            | Vedisches Zeichen Bahirgomukha                                                       |
| U+1CEB (7403) | ᳫ               | anderer Buchstabe, Silbe oder Ideogramm | links nach rechts           | VEDIC SIGN ANUSVARA VAMAGOMUKHA                             | Vedisches Zeichen Vamagomukha                                                        |
| U+1CEC (7404) | ᳬ               | anderer Buchstabe, Silbe oder Ideogramm | links nach rechts           | VEDIC SIGN ANUSVARA VAMAGOMUKHA WITH TAIL                   | Vedisches Zeichen Vamagomukha mit Schwanz                                            |
| U+1CED (7405) | ᳭                | Markierung ohne Extrabreite             | Markierung ohne Extrabreite | VEDIC SIGN TIRYAK                                           | Vedisches Zeichen Tiryak                                                             |
| U+1CEE (7406) | ᳮ               | anderer Buchstabe, Silbe oder Ideogramm | links nach rechts           | VEDIC SIGN HEXIFORM LONG ANUSVARA                           | Vedisches Zeichen sechsförmiges langes Anusvara                                      |
| U+1CEF (7407) | ᳯ               | anderer Buchstabe, Silbe oder Ideogramm | links nach rechts           | VEDIC SIGN LONG ANUSVARA                                    | Vedisches Zeichen langes Anusvara                                                    |
| U+1CF0 (7408) | ᳰ               | anderer Buchstabe, Silbe oder Ideogramm | links nach rechts           | VEDIC SIGN RTHANG LONG ANUSVARA                             |                                                                                      |
| U+1CF1 (7409) | ᳱ               | anderer Buchstabe, Silbe oder Ideogramm | links nach rechts           | VEDIC SIGN ANUSVARA UBHAYATO MUKHA                          | Vedisches Zeichen Ubhayato Mukha                                                     |
| U+1CF2 (7410) | ᳲ               | Markierung mit Extrabreite              | links nach rechts           | VEDIC SIGN ARDHAVISARGA                                     | Vedisches Zeichen Ardhavisarga                                                       |
| U+1CF3 (7411) | ᳳ               | Markierung mit Extrabreite              | links nach rechts           | VEDIC SIGN ROTATED ARDHAVISARGA                             | Vedisches Zeichen gedrehtes Ardhavisarga                                             |
| U+1CF4 (7412) | ᳴                | Markierung ohne Extrabreite             | Markierung ohne Extrabreite | VEDIC TONE CANDRA ABOVE                                     | Vedisches Zeichen übergesetztes Candra                                               |
| U+1CF5 (7413) | ᳵ               | anderer Buchstabe, Silbe oder Ideogramm | links nach rechts           | VEDIC SIGN JIHVAMULIYA                                      | Vedisches Zeichen Jihvamuliya                                                        |
| U+1CF6 (7414) | ᳶ               | anderer Buchstabe, Silbe oder Ideogramm | links nach rechts           | VEDIC SIGN UPADHMANIYA                                      | Vedisches Zeichen Upadhmaniya                                                        |
| U+1CF7 (7415) | ᳷                | Markierung mit Extrabreite              | links nach rechts           | VEDIC SIGN ATIKRAMA                                         | Vedisches Zeichen Atikrama                                                           |
| U+1CF8 (7416) | ᳸                | Markierung ohne Extrabreite             | Markierung ohne Extrabreite | VEDIC TONE RING ABOVE                                       | Vedisches Tonzeichen Ring oben                                                       |
| U+1CF9 (7417) | ᳹                | Markierung ohne Extrabreite             | Markierung ohne Extrabreite | VEDIC TONE DOUBLE RING ABOVE                                | Vedisches Tonzeichen doppelter Ring oben                                             |
| U+1CFA (7418) | ᳺ               | anderer Buchstabe, Silbe oder Ideogramm | links nach rechts           | VEDIC SIGN DOUBLE ANUSVARA ANTARGOMUKHA                     | Vedisches Zeichen Doppel-Anusvara Antargomukha                                       |